# Служба общей разведки (Саудовская Аравия)
Служба общей разведки (араб. رئاسة الاستخبارات العامة‎ Рийасат аль-Истихбарат аль-‘Амма) — главный орган внешней разведки Королевства Саудовская Аравия.

## История
Спецслужбы Саудовской Аравии в современном виде были созданы в середине 1950-х при активном содействии ЦРУ США. В 1955 была создана спецслужба под названием Аль-Мабахит Аль-Амма, затем в 1957, указом № 11 короля Сауда ибн Абдель Азиза, была создана независимая служба разведки под названием «Аль-Мухабарат Аль-амма» (англ. General Intelligence Presidency, Служба общей разведки). В этот период были созданы два территориальных подразделения разведки, западное — в Джидде, и восточное — в Дахране.
В 1950—1960-х главная задача Служба общей разведки заключалась в нейтрализации подрывной деятельности соседних арабских государств, особенно Ирака и Египта. Главным противником Саудовской Аравии в арабском мире тогда считался насеровский Египет. С середины 1960-х саудовская разведка приступает к оказанию помощи организации «Братья-мусульмане», составлявшей основную оппозицию Г. Насеру. В дальнейшем сотрудничество с этой организацией и отколовшимися от неё более радикальными группировками стала приоритетным направлением работы саудовской разведки.
В 1969 году Служба общей разведки при помощи американской ЦРУ пресекла попытку государственного переворота.
В 1970-х приоритеты деятельности «Аль-Мухабарат Аль-амма» существенно изменились. В это время расширяется её сотрудничество со спецслужбами США и Франции, совместно с которыми были предприняты скоординированные усилия по нейтрализации советского присутствия в мусульманских странах. С этой целью в 1976 был создан так называемый «Safari-club» — альянс спецслужб, финансируемый Саудовской Аравией, в который вошли разведслужбы Саудовской Аравии, Ирана, Египта и Марокко. Деятельность «Safari-club» во многих регионах Азии и Африки была направлена на создание или поддержку исламских организаций, представляющих альтернативу просоветским национально-освободительным движениям или режимам, связанным с СССР. Так, в качестве противовеса советскому влиянию на ряд фракций ООП, а также руководство Сирии, Ливии и Алжира, саудовская разведка начинает оказывать помощь их внутренним противникам — исламистам. После Саурской революции в 1978 в Афганистане аналогичное сотрудничество было налажено с пакистанской разведкой, а несколько лет спустя при участии «Safari-club» создается организация «Мактаб аль-Хидмат», ответственная за мобилизацию добровольцев на войну в Афганистане. Совместно с Египтом Саудовская Аравия поддерживала исламскую оппозицию Южного Йемена, а вместе с Марокко — ангольскую группировку УНИТА.
В 1977 саудовскую разведку возглавил Турки аль-Фейсал, занимавший этот пост до 31 августа 2001, когда он был внезапно уволен за 11 дней до событий событий 11 сентября 2001 года в США. Турки аль-Фейсал значительно усовершенствовал механизм взаимодействия с исламистским движением. По его инициативе и с помощью «Братьев-мусульман» саудовская разведка превратилась в главное средство тайного влияния страны на международном уровне. Рост цен на нефть в ходе Нефтяного кризиса начала 1970-х создал чрезвычайно благоприятные экономические условия как для экономики Саудовской Аравии в целом, так и для финансирования её разведки. «Аль-Мухабарат Аль-амма» финансировала десятки исламистских организаций религиозно-просветительского и военно-политического характера в странах Азии и Африки, что позволяло Эр-Рияду эффективно воздействовать на обстановку в указанных регионах.
Время правления короля Фахда (1982—2005), ознаменовалось рядом организационных изменений Службы общей разведки. В частности, был создан Высший Комитет по развитию (разведки) под руководством президента Службы, куда вошли руководители её ведущих подразделений, а также утверждена организационная структура её информационного центра.
На рубеже 1980-х саудовская разведка переходит к операциям непосредственно против Советского Союза. Первым шагом в этом направлении стало создание в 1978 Международной организации свободной печати и информации со штаб-квартирой в Каире. В целях дестабилизации внутриполитической обстановки в СССР «Аль-Мухабарат Аль-амма» и ЦРУ разработали план по поддержке исламского подполья Средней Азии и Кавказа, включавший создание целого спектра исламистских организаций — от Летнего лингвистического института до «Хезб-и Ислами» Г. Хекматияра. В качестве агентов использовались также арабские студенты, обучавшиеся в вузах Москвы.
В первой половине 1990-х «Аль-Мухабарат Аль-амма» совместно с пакистанскими спецслужбами выступила в качестве одного из создателей движения «Талибан», и вплоть до начала 2002 поддерживала с ним довольно тесные контакты (в том числе через посла Саудовской Аравии в Исламабаде Али Ассири). Активную деятельность саудовская разведка развернула также в бывших советских республиках Средней Азии, в Грузии, Азербайджане и мусульманских регионах России. Согласно некоторым российским источникам, в данном случае также использовались саудовские дипломаты, в частности глава исламского отдела посольства КСА в Москве Сулейман аль-Могоши и консул Абдалла аль-Хамиди. С 2001 заметно сократила масштабы своей деятельности в России.
В августе 2001, за 11 дней до терактов в США Турки аль-Фейсал покинул свой пост, а саудовскую разведку возглавил Навваф ибн Абдул-Азиз, брат наследного принца Абдаллы. Во время его руководства организация получила своё нынешнее название. 25 января 2005 Наиф был освобождён от должности, и до октября 2005 пост президента «Аль-Мухабарат Аль-амма» был вакантным.
22 октября 2005 король Абдалла назначил принца Мукрина президентом Службы общей разведки. 20 июля 2012 года его на этом посту сменил принц Бандар бин Султан.
В августе 2013 в СМИ просочились сведения, что глава разведки Саудовской Аравии на встрече с президентом России Владимиром Путиным в Москве 31 июля 2013, сделал России ряд предложений экономического характера (в частности — приобретение российского оружия на сумму $15 млрд и не конкурировать с Россией на газовом рынке) в обмен на сокращение Москвой масштабов поддержки президента Сирии Башара Асада.
15 апреля 2014 года глава службы разведки Бандар бин Султан был отправлен в отставку королевским указом. По оценкам экспертов, его увольнение может свидетельствовать о большем сближении между Эр-Риядом и Вашингтоном.

## Миссия
Миссия Службы общей разведки определяется как обеспечение стратегической разведки и своевременное информирование властей, чтобы они могли принимать быстрые и соответствующие действия.
Это делается с помощью следующих методов:
1. Сбор информации о странах, представляющих интерес.
2. Планирование и выполнение разведывательных операций в этих странах.
3. Противодействие шпионажу, диверсиям и саботажу и выявление вражеской агентуры.
4. Координация специализированных и стратегических исследований в сотрудничестве с университетами, исследовательскими центрами, органами безопасности и другими спецслужбами.
5. Контроль за изменением внутренней и международной ситуации.

## Организационная структура
Возглавляет Службу общей разведки президент, который имеет заместителя — вице-президента, и трех помощников: по разведке, по техническим вопросам и по планированию и подготовке персонала. В структуре организации имеется Главное оперативное управление и управление по связям с общественностью.